# Fring (VoIP)
Fring is een mobiel VoIP oplossing om (gratis) te communiceren via diverse communicatie-platforms. Hierbij wordt gebruikgemaakt van 3G-, GPRS- en wifi-netwerken. Hiermee wordt concurrentie aangedaan van betaalde mobiele telecommunicatie-netwerken. Het is aanvullend op Skype dat nu nog een alternatief is voor gratis of goedkoop telefoneren voor (draadloze) vaste telefoonmogelijkheden.
Sinds februari 2007 werkt het onder andere op bepaalde mobiele telefoons van Nokia.